# إكس سولا
Xsolla
Xsolla هي شركة عالمية لخدمات الدفع تقوم بتوفير حلول دفع نقدية متخصصة لألعاب الأنترنت. وبأعتبارها أحد شركات خدمات الدفع القليلة المتخصصة في صناعة الألعاب فأن Xsolla لها 8 اعوام من الخبرة وأكثر من 500 طريقة للدفع في الأمريكتين، أوروبا، روسيا، الشرق الأوسط، آسيا وأوقيانوسيا. من ضمن طرق الدفع التي توفرها Xsolla هي بطاقات الأئتمان وبطاقات السحب الآلي، الأنترنت البنكي، الدفع عن طريق النقود السائلة والموبايل، المحافظ الألكترونية، والكروت المدفوعة مقدماً.
المقر الرئيسي للشركة في كاليفورنيا، USA Xsolla لديها مكاتب في موسكو وبرن، روسيا وكييف، أوكرانيا. ويتم استخدام الخدمات من قبل شركات الألعاب الرائدة، مثل Valve (Steam), Aeria Games, BigPoint, Gameforge, Ankama, Wargaming.net, Gaijin Entertainment, GoodGame Studios, Snail Games, وشركات أخرى عديدة.

## التاريخ

### البدايات
انشئت عام 2005 في Perm, روسيا بواسطة Shurick Agapitov, Xsolla (سابقاً 2Pay) كانت تقوم بتوفير خدمات الدفع عن طريق الخدمات المحلية (اكشاك النقود، الكروت المدفوعة مقدماً، طلبات الأموال والمحافظ الألكترونية).كانت الشركة تستهدف في البداية مطوري وناشري الألعاب في روسيا. ثم اضيفت خيارات الدفع بواسطة PayPal والرسائل القصيرة، قامت 2Pay بالدخول إلي سوق دول الكومنولث وبدأت توسعها العالمي.

### النمو
في عام 2010, تم نقل المقر الرئيسي ل2Pay إلي منطقة Sherman Oaks, CA. وتم تغيير اسم الشركة إلي Xsolla, وتم تصميم شعار الشركة بواسطة Art. Lebedev Studio, وهو مصمم مواقع روسي رائد يقع خلف محركات البحث Yandex, Alfa-Bank, Gazeta.ru, Lenta.ru ومحركات أخرى كثيرة.
تم افتتاح عدداً من المكاتب الإضافية في موسكو وكييف، وتم تحويل المكتب الأول في برم إلي مركز هام للبحث والتطوير.

### الرؤيا
مع نهاية 2013, تخطط Xsolla لفتح مكاتب جديدة في أوروبا (الاحتمال الأكبر في هولندا), لمواصلة اهدافها الأستراتيجية لكسب حصة كبيرة في السوق بهذه المنطقة. وفقاً لما يقوله Alexander Agapitov, أكثر من 50% من ايرادات Xsolla ستأتي من مصممي وناشري الألعاب في أوروبا وأمريكا بحلول 2014.
قامت الشركة بالأعلان عن نيتها في تنويع اعمالها عن طريق تقديم خدمات جديدة. في أغسطس 2013, قامت Xsolla بتقديم حلول الفواتير علي مستوي عالمي للمطورين والناشرين وتخطط الشركة لتوفير خدمات التسويق ومساعدة المطورين المستقلين علي نشر الألعاب ذاتياً.

## الخدمات

### خدمات الدفع
اعتباراً من أغسطس، 2013 تعمل Xsolla علي أكثر من 500 نظام للدفع حول العالم، متضمناً البطاقات والكروت المدفوعة مقدماً، الدفع عبر الهاتف، الرسائل النصية premium, المحافظ الألكترونية، النقود والنقود الألكترونية، واكشاك الدفع.
بجانب اساليب الدفع العالمية – مثلVisa, MasterCard, Maestro PayPal, American Express كروت– فأن Xsolla توفر أيضاً المئات من طرق الدفع المحلية، ومنها البنوك المحلية (Chase, Bank of America, U.S. Bank, Citibank, وهكذا. in USA, Sberbank, Alfa-Bank, Russian Standard Bank, etc. in Russia, La Caixa and IberCaja in Spain وهكذا), خدمات المحمول المحلية (T-Mobile و Vodafone في ألمانيا، MTS, Beeline, MegaFon و Rostelecom في روسيا، T-Mobile, Verizon, AT&T, Sprint في الولايات المتحدة، وهكذا), المحافظ الألكترونية المحلية (Skrill, Neteller في أوروبا، Yandex.Money, QIWI و Webmoney في روسيا، Cherry Credits و Alipayفي الصين), واخرين.
الخدمة يتم تشغيلها بنظام patented algorithm (إجازة نظام الحلول الحسابية), يتم تحديد مرتبة الدفع التي تخصص اساليب الدفع لكل فرد من المستخدمين بناءً علي مجموعة من المتغيرات (المكان، تاريخ الدفع، نوعية الألعاب، القيمة النقدية، إلخ...). من الأساليب ال500 المتاحة للدفع، يتم تعريف المستخدم بأكثر الطرق المحلية المتاحة.
نما عدد اساليب الدفع المتاحة سبعة اضعاف منذ عام 2010 عندما كانت Xsolla توفر 70 خياراً عالمياً. تم إتاحة طرق دفع جديدة علي اسس منتظمة وتمت اضافتها تلقائياً إلي مشروعات Xsolla القائمة.

### خدمات اخري

#### الفواتير
في أغسطس 2013, قامت Xsolla بتقديم خدمات الفواتير. وهي خدمة جديدة تتيح لناشري الأفلام والمطورين بالحصول علي مساعدة شاملة في عائدات الألعاب النقدية.
عن طريق استضافة صفحات الفواتير للألعاب، فأن Xsolla تحدد الأسعار بالعملات المحلية، وتسمح بالدفع بالنقرة الواحدة، وتقوم بإدارة الخصومات الفردية والعروض، تقديم الخدمات القانونية والحسابية، وخلق تقارير تحليلية متخصصة.

#### =إدارة الأحتيال
قامت Xsolla بالدعوي إلي خدماتها في إدارة الاحتيال وتحميل التكاليف لتغطية الأطياف الواسعة من الأحداث، ومنها تحميل التكاليف.

#### خدمة العملاء
خدمة العملاء هي خدمة إضافية تقدمها Xsolla. وهي خدمة متعددة اللغات ومتاحة 24/7.

### المنتجات

#### محطة الدفع
محطة الدفع هي اداة من Xsolla تتلائم مع الوسائط المختلفة، متضمنة i-frame, في لعبة الاستخدام، المحمول، اجهزة التابلت والاستخدام الكامل للأنترنت. كما تضم جميع خيارات الدفع المتاحة عن طريق Xsolla المصنقة وفقاً للدولة والنوع. ظهرت النسخة 2.0 من محطة الأجور في E3 ب Los Angeles Convention Center عام 2012.

#### شريط الدفع
شريط الدفع هو نسخة المدمجة من محطة الدفع وتم تصميمه لتحقيق اقصي قدر من التحويل بأقل مساحة. ويقوم بإظهار طرق الدفع الأعلي توصية والتي تم استخدامها من قبل كما يتيح إطلاق نسخة كاملة من محطة الدفع، شريط الدفع تم اطلاقة اولاً في E3 في يونيو 2012, ثم تم الأعلان عنه في gamescom 2012 في Cologne.

#### مرتبة الدفع
مرتبة الدفع تزعم بكونها patented algorithm (إجازة نظام الحلول الحسابية) والتي تقوم بتصنيف طرق الدفع فردياً لكل مستخدم محدد مما يجعل أفضل طرق الدفع متاحة بسهولة. وفقاً لما قاله المدير التنفيذي للشركة Shurick Agapitov , «تقوم Xsolla بتوفير خدمات أكثر غني، واعمق عن طريق توفير أكثر خيارات الدفع المناسبة لصانعي الألعاب بغض النظر عن اين مكانهم في العالم. تأتي الأختيارات المثلي مباشرة من نظام patent-pending algorithm (إجازة نظام الحلول الحسابية المنتظرة) والذي يدعي شريط الدفع. بينما لدينا أكثر من 350 اسلوب للدفع علي موقعنا، إظهار أفضل طرق الدفع المناسبة لصناع الألعاب هو المفتاح وراء نظامنا. نقوم باستخدام السلوكيات المستفادة، بيانات geo-ip, تتبع التحويل، وطرق اخري حتي نحدد الترتيب الدقيق لهذه الخيارات حتي لا يجبر صناع الألعاب علي اجتياز المشقة لأيجاد طريقة الدفع المختارة».

## التغطية
تعتبر Xsolla ذات تغطية عالمية، مع 100% من التواجد في روسيا ودول الكومنولث بالأضافة إلي حضور قوي في مناطق أخرى. على سبيل المثال، في عام 2011, قامت Xsolla بالتركيز علي السوق الأوكراني حيث أنه واحد من اسرع الأسواق نمواً في صناعة الألعاب في منطقة أوروبا الشرقية.
تقوم الشركة بتوسيع حقيبة اعمالها عن طريق إضافة العديد من اساليب الدفع (مثل Skrillو SafetyPay في أوروبا، Centili في 48 دولة  وهكذا) ومطوري وناشري الألعاب (Barbily, S2 Games, Valve,) والعديد من الآخرين علي مستوي العالم

## مواقع خارجية
- الموقع الرسمي